# Bouncing Boy
Bouncing Boy (Chuck Taine) es un superhéroe que aparece en los cómics estadounidenses de DC Comics, generalmente como miembro de la Legión de Super-Héroes. Nacido en la Tierra, Bouncing Boy tiene el poder de inflarse como una pelota gigante y rebotar. Esta combinación de invulnerabilidad y velocidad lo convierte en un combatiente sorprendentemente útil. Nacido sin ningún poder, recibió sus habilidades de una fórmula súper plástica que creía que era un refresco. Bouncing Boy es conocido por compartir una relación romántica a largo plazo con su compañera Legionnaire Triplicate Girl, con quien finalmente se casa. En la continuidad del reinicio de la Legión, Chuck Taine es el mecánico de Legión.

## Historial de publicaciones
Bouncing Boy apareció por primera vez en Action Comics #276 (mayo de 1961) y fue creado por Jerry Siegel y Jim Mooney. La incorporación de Bouncing Boy a la Legión de Super-Héroes reflejó el interés de Siegel por la comedia y proporcionó un vehículo para el humor.

## Biografía ficticia

### Edad de Plata
Chuck Taine nació en la Tierra sin poderes. El recibió su habilidad para inflarse cuando accidentalmente bebió una fórmula súper plástica que pensó que era gaseosa. Solicitó la membresía en la Legión de Super-Héroes, pero al principio fue rechazado. Después de que usó su nuevo poder para derrotar a un ladrón usando armas eléctricas (que no lo afectó porque su rebote evitó que lo castigaran), fue admitido y tomó el nombre en clave de Bouncing Boy. Con su buen humor, ingenio y encanto, Taine se nombró a sí mismo "Oficial de moral" de la Legión.
Bouncing Boy una vez perdió sus poderes mientras rebotaba frente a una máquina de reducción de materia y se vio obligado a renunciar a la Legión. Recuperó sus poderes nuevamente temporalmente cuando la Legión se enfrentó a Computo por primera vez, y uno de los cuerpos de su compañera Legionnaire Triplicate Girl fue asesinada. Sus poderes lo abandonaron nuevamente por un corto período de tiempo, pero fueron restaurados una vez más por el Dr. Zan Orbal de Evillo's Devil's Dozen, donde felizmente se reincorporó al equipo.
Bouncing Boy se convirtió en maestro en la Academia Legión y obtuvo una victoria en solitario contra The Hunter. Esto aumentó la confianza de Chuck, y después de perder una vez más sus poderes, le propuso matrimonio a Triplicate Girl (ahora conocida como Duo Damsel). Los dos se casaron rápidamente en Marte en Nix Olympia (Superboy #200) y ambos se retiraron de la Legión debido a la regla de que los legionarios no podían casarse. Esa regla fue anulada más tarde, pero la pareja decidió permanecer como reservas de la Legión. Una vez más, los poderes de Bouncing Boy regresaron y Duo Damsel se instaló en el mundo colonial de Wondil IX. Después de ayudar a la Legión en algunas misiones ocasionales, la pareja regresó a la Tierra para convertirse en los directores de la Academia de la Legión. Más tarde fundaron la segunda Legión de Héroes Sustitutos junto con los reservistas Cosmic Boy y Night Girl.
En la continuidad post-Hora Cero, Chuck fue identificado como Charles Foster Taine y actuó como arquitecto e ingeniero residente de la Legión. No poseía poderes de rebote en esta continuidad y solo era un miembro honorario de la Legión. Como hombre de mantenimiento, una vez construyó un vehículo especial llamado "Bouncing Boy" que actuó como un monstruo rebotador, destrozando todo a su paso.
El nombre Charles Foster Taine es una referencia al largometraje clásico de 1941, Citizen Kane y su personaje principal, Charles Foster Kane, aunque en su aparición inicial simplemente se llama Chuck Taine.
Todavía tiene que aparecer en la versión "Threeboot" de Legion, que comenzó en 2004.
La versión Post-Infinite Crisis de Bouncing Boy apareció en Final Crisis: Legion of 3 Worlds. Desaparecidos en acción durante la mayor parte de la miniserie, él y su esposa, ahora conocida como Duplicate Damsel, finalmente aparecen en el número final para ayudar a terminar la batalla contra los antagonistas y luego volver a unirse a la Legión.

### Reinicio / Tierra-247
En la Tierra-247, Chuck Taine nunca obtuvo superpoderes, pero fue un valioso aliado de la Legión. Sus padres habían sido asesinados por terroristas daxamitas durante un ataque a la Tierra y con el dinero de su seguro de vida, pudo asistir a la escuela para convertirse en arquitecto. Diseñó y ayudó a reconstruir el Cuartel General de la Legión después de que Chronos lo dañara. En un momento, Chuck ayudó a repeler a los invasores de Protean y estuvo en la Legión a tiempo completo, reparando el laboratorio de Brainiac 5 y otros daños estructurales. Se hizo amigo cercano de Tenzil Kem, miembro del personal de Legion, estaba enamorado de Triad y una vez tuvo una cita amistosa con Shrinking Violet. Chuck permaneció en el personal de Legion y, finalmente, diseñó Legion Outpost, una estación espacial en órbita.

### Retroboot / Nueva Tierra
"Crisis infinita" restauró un análogo cercano de la Legión original a la continuidad, poco después de las Guerras Mágicas. Chuck vuelve a ser instructor junto a su esposa Luornu en la Academia de la Legión y reservista de la Legión. Después de que mataron al segundo cuerpo de su esposa, esta vez, ella desarrolló el poder de duplicar un número ilimitado de copias de sí misma. Descubrieron esta habilidad mientras los taines estaban en su tercera luna de miel y luego corrieron rápidamente cuando el equipo envió una llamada de auxilio contra Superboy Prime y su Legión de Super-Villanos. Bouncing Boy actualmente está ayudando a entrenar a la próxima clase de estudiantes en la Academia de la Legión.
En la secuela de Watchmen "Doomsday Clock", Bouncing Boy se encuentra entre los miembros de la Legión de Super-Héroes que aparecen en el presente después de que el Doctor Manhattan deshiciera el experimento que borró la Legión de Super-Héroes y la Sociedad de la Justicia de América.

## Historias narrativas notables
Cuando la Legión se disolvió después de la invasión de Blight de la Tierra, Chuck se quedó con un pequeño equipo de legionarios encubiertos liderados por Cosmic Boy. Con el benefactor de la Legión, R.J. Brande, Chuck ayudó con la construcción de una nueva sede secreta, conocida como Legion World. Chuck recibió una membresía honoraria y construyó un barco llamado Bouncing Boy que podía embestir otros objetos sin sufrir daños estructurales. A Chuck se le asignó el trabajo de ingeniero jefe de Legion World y trabajó con frecuencia con el legionario cyborg, Gear. Originalmente se lo vio como enviado a la corriente temporal con el resto de la Legión poco antes de que la Tierra-247 fuera destruida, pero no resurgió durante el evento de la Legión de los Tres Mundos.

## Poderes y habilidades
Bouncing Boy tiene la capacidad de expandir su cuerpo en forma esférica, lo que le proporciona capacidades de rebote. En esta forma normal, Bouncing Boy tiene sobrepeso, pero cuando se "infla", su masa y altura siguen siendo del mismo tamaño, mientras que estas dimensiones generales aumentan hasta parecerse a las de una pelota de tamaño humano. No se explica si su cuerpo realmente se infla, como si tomara aire, o si sus células individuales se expanden, lo que disminuye su densidad general. Cuando utiliza su propio cuerpo, se vuelve extremadamente gomoso y elástico, lo que le permite rebotar en las superficies con gran fuerza. Originalmente, sus compañeros legionarios lo consideraban un poder inútil, pero ha demostrado muchas veces que puede usar su forma y consistencia similar al caucho como un arma balística efectiva. Su movimiento "ir a" era rebotar de un lado a otro en las paredes circundantes, incluso cuando lanzaba bolos sobre los oponentes. Esto también le proporciona un grado limitado de invulnerabilidad y resistencia a descargas eléctricas. A diferencia de una pelota de goma inanimada, que perderá lentamente su energía cinética debido a la fricción y la gravedad, Bouncing Boy mantiene su velocidad mientras rebota.
Bouncing Boy perdió sus poderes por un corto período de tiempo después de que rebotó accidentalmente en la instalación de reducción de materia. Esto hizo que Chuck los perdiera, lo que resultó en su retiro de la Legión de Super-Héroes. Más tarde recuperó estas habilidades después de que se recreara la fórmula original para él. Luego se reincorporó al equipo.
Ocho años después, volvió a perder sus poderes sin motivo aparente. Renunció una vez más y se casó con Duo Damsel. Volvió a recuperar estas habilidades.
Chuck Taine de Tierra-247 no tiene poderes, pero es un ingeniero y arquitecto dotado. Construyó y pilota su propia nave espacial conocida como Bouncing Boy.

## Equipo
Como miembro de Legión de Super-Héroes, Bouncing Boy posee su propio Anillo de la Legión de Vuelo. Le da la capacidad de volar, cuya velocidad y alcance están determinados por su fuerza de voluntad. También actúa como comunicador de largo alcance (lo que permite un contacto vocal constante con otros legionarios, incluso a través de grandes distancias en el espacio), dispositivo de señales y brújula de navegación, todo alimentado por su microcomputadora integrada dentro del anillo.

## En otros medios

### Televisión
- Bouncing Boy hace un cameo en el episodio de Superman: la serie animada, "New Kids in Town".
- Bouncing Boy aparece en el episodio de Liga de la Justicia Ilimitada, "Far From Home", con la voz de Googy Gress.[15]
- Bouncing Boy aparece en Legion of Super Heroes (2006), con la voz de Michael Cornacchia.[15]Esta versión es un ávido fanático de las películas de terror y contribuyó a la formación de la Legión de Héroes Sustitutos al alentar a un grupo de desanimados aspirantes a la Legión a seguir intentándolo. Además, fue elegido líder de la Legión de Super-Héroes en el episodio "Chain of Command", pero perdió el puesto fuera de la pantalla entre la primera y la segunda temporada.
- Bouncing Boy aparece en el episodio de Harley Quinn, "Icons Only", con la voz de Eric Bauza. Esta versión es un artista contemporáneo de Las Vegas.

### Cine
Bouncing Boy aparece en Legion of Super-Heroes (2023), con la voz de Ely Henry.Esta versión es miembro de la Academia de la Legión.

### Videojuegos
Bouncing Boy aparece como un personaje invocado en Scribblenauts Unmasked: A DC Comics Adventure.

### Varios
- Bouncing Boy aparece en Adventures in the DC Universe #10.[18]
- Bouncing Boy aparece en Legion of Super Heroes in the 31st Century.[19]
- Bouncing Boy aparece en la secuela del cómic Smallville.[20]
- Bouncing Boy aparece en el cómic one-shot Batman '66 Meets the Legion of Super-Heroes.[21]

## Parodias
Un episodio de Los padrinos mágicos en el que los niños se convirtieron en superhéroes presentó a Elmer como "The Bouncing Boil". Sus muchos intentos fallidos de detener a Vicky, quien se convirtió en una supervillana basada en Wolverine conocida como Baby Shredder (ya que ella simplemente extendía sus garras y lo desinflaba) comúnmente hacía que sus compañeros de equipo dijeran: "Hombre, ese es un poder tonto".
El arco de la historia "Los inocentes" de la serie de cómics de Garth Ennis The Boys presenta una controvertida parodia de Bouncing Boy llamada Bobby Badoing, que está constantemente en un estado inflado y también tiene una discapacidad mental.